# Hermann Angerstein
Hermann Angerstein (* 10. Oktober 1814 in Hannover; † 30. April 1890 ebenda) war ein deutscher Apotheker, Unternehmer und Kommerzienrat.

## Leben
Hermann Angerstein wurde nach der sogenannten „Franzosenzeit“ zu Beginn des Königreichs Hannover im Jahr 1814 geboren. Er war viele Jahre Teilhaber der Apotheken Andreae & Co. und begründete im Jahr 1846 die Firma Erdmann & Angerstein, mit der er zunächst die Struve’sche Mineralwasseranstalt betrieb, später auch die nach ihm benannte Angersteins Trinkhalle.
Zudem gründete Hermann Angerstein später die „neue Hannoversche Badeanstalt“.
1851 war Angerstein Mitglied im Vorstand der Naturhistorischen Gesellschaft zu Hannover mit dem Aufgaben als Bibliothekar und Schatzmeister, neben dem Oberbergrat und Geschäftsführer der Gesellschaft Friedrich Ludwig Christian Jugler, dem Konservator Philipp August Friedrich Mühlenpfordt, dem Geographen und Oberlehrer am Lyceum Hermann Guthe und anderen Persönlichkeiten.
Ebenso wie Jugler und der Apotheker Arnold Hildebrand beschenkte Angerstein ab 1851 mehrfach die Naturhistorische Gesellschaft und war Mitbegründer der Sammlung naturhistorischer Exponate, die der hannoversche Oberhofmarschall Ernst von Malortie im Folgejahr 1852 dann erheblich erweiterte. Gemeinsam mit Conrad Wilhelm Hase, dem Bankier Adolph Meyer, dem Maler Carl Oesterley senior, dem Amtsrichter Carl Baldenius sowie etwa Hermann Kestner war Angerstein einer der führenden Mitglieder des aus der NHG heraus gebildeten „Commitées zur Errichtung eines Actien-Vereins behufs Gründung eines Instituts für Kunst und Wissenschaft allhier“, kurz darauf umbenannt in „Commitée des Museums für Kunst und Wissenschaft“, typische Repräsentanten des hannoverschen Bildungsbürgertums, wenngleich der Adelige Oberhofmarschall von Malortie den Vorsitz übernommen hatte. Aus der Initiative dieses bürgerlich-aristokratischen Komitees sollte schließlich das heutige Niedersächsische Landesmuseum Hannover erwachsen.
In dem im Zuge der Industrialisierung gegründeten Gewerbeverein für das Königreich Hannover hielt der zum „Kommerzrat“ erhobene Angerstein vor der versammelten Mitgliedschaft Referate, am 23. Oktober 1865 etwa über aus Norwegen stammendes Fischmehl aus Stockfisch, Pergamentpapier des württembergischen Fabrikanten Carl Brandegger, die Anwendungsgebiete der Rinde des Baumes Quillaja saponaria oder das in den Anwendungsgebieten neu entdeckte Metall Magnesium, bevor auch Karl Karmarsch ein neu entwickeltes Sicherheitsschloss vorstellte.
Als in der Gründerzeit des Deutschen Kaiserreichs für das Jahr 1883 eine große Jubiläums-Kunstausstellung des Jahrzehnte zuvor eröffneten Museums für Kunst und Wissenschaft vorbereitet wurde, erging über die Zeitschrift für bildende Kunst im Vorjahr ein öffentlicher Aufruf für ein „dem ältesten Vorstandsmitgliede (seit 31 Jahren Konservator des Vereins) Herrn Kommerzienrat Angerstein zu stiftendes Künstleralbum“, über das der seinerzeitige Architekt „L. Schulze in Waldhausen bei Hannover nähere Auskunft“ erteilen würde.